# دی‌اوبی (روانگردان)
۲،۵-دی‌متوکسی-۴-برموآمفتامین (به انگلیسی: 2,5-Dimethoxy-4-bromoamphetamine) با فرمول شیمیایی C۱۱H۱۶BrNO۲ یک ترکیب شیمیایی با شناسه پاب‌کم ۶۲۰۶۵ است. که جرم مولی آن ۲۷۴٫۱۵ g/mol می‌باشد. 